# غروسغلوكنر
جبل غروسغلوكنر (تُلفظ بالألمانية: [ˈɡʀoːsˌɡlɔknɐ]  ( سماع); باللغة الألمانية|Großglockner}} أو Glockner) يقع في ولاية كيرنتن وشرق ولاية تيرول، ويبلغ ارتفاعه 3,798 متر فوق سطح البحر الأدرياتيكي (12,461 مربعة), وهو أعلى جبل في النمسا وأعلى جبل في جبال الألب الشرقية من ممر برينر.

## طريق أعالي جبال الألب غروسغلوكنر

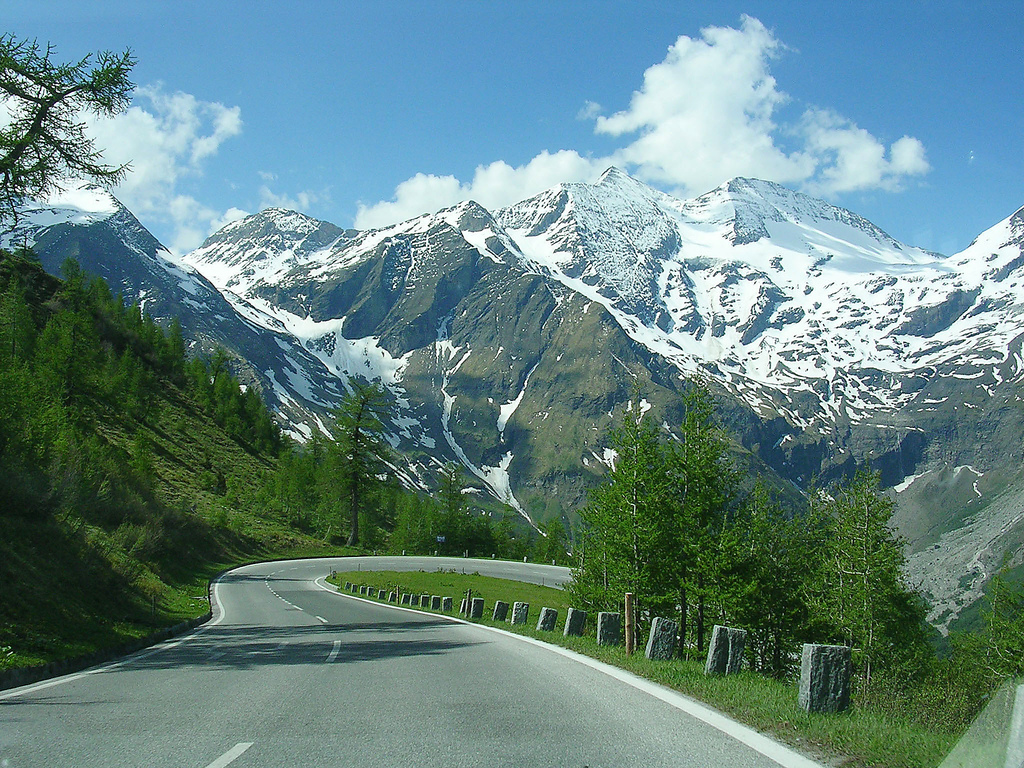
طريق بانورامي إلى جبل غروسغلوكنر

يمثل طريق أعالي جبال الألب غروسغلوكنر(بالإنجليزية: Grossglockner High Alpine Road)‏ المتواجد عند أسفل أعلى جبل في النمسا أجمل الطرق ذات المناظر الطبيعية الخلابة في أوروبا، بل حتى في العالم كله. يأخذك هذا الطريق، الذي يبلغ طوله 48 كم، إلى قلب حديقة («هوه تاورن الوطنية» Hohe Tauern National Park) وإلى ارتفاع 2,571 متراً.
ولقد زار أكثر من 60 مليون شخص من مختلف أنحاء العالم طريق «جروسجلوكنر» خلال الثمانين سنة الماضية. إنه تحفة إنشائية عملاقة تقودك عبر جبال الألب من خلال سلسلة مؤلفة من 36 منعطفاً.